# 토성 성운
토성 성운(영어: Saturn Nebula) 또는 NGC 7009은 물병자리에 있는 행성상 성운이다. 성운의 형태가 태양계의 6번째 행성인 토성의 형태와 비슷해서 이름 붙였으며, 거리는 약 2,000 ~ 4,000 광년이다.

## 발견 역사
1782년 9월 7일 윌리엄 허셜이 20피트 반사 망원경을 이용, 발견했다. 토성 성운은 원래 질량이 작은 항성으로, 다소 밝은 축(11.5등급)에 드는 백색 왜성으로 진화하였다. 1840년대에 Lord Rosse가 토성 성운이라는 이름을 붙였다. 윌리엄 헨리 스미스는 토성 성운이 "슈트루페의 진귀한 아홉 천체" 중 하나라고 말했다.

## 물리적 특징
토성 성운까지의 거리는 성운 근처에 거리를 참고할 만한 별이 없기 때문에 정확하게 알려져 있지 않다. 하이네스는 2400광년으로 거리를 짐작했다. 1963년 오델은 3900광년으로 거리를 추정했다.

## 참고 문헌
- NASA APOD - NGC 7009: 토성 성운